# Акыстау
Акыста́у (баш. Аҡыстау) — упразднённый посёлок из Чуракаевского сельсовета в Альшеевском районе Башкортостана.

## Топоним
Название восходит к г. Акыҫтау (Акыҫ — личное имя и тay 'гора’) (Русско-башкирский словарь-справочник названий населенных пунктов Республики Башкортостан. — Уфа: Китап, 2001.- 320 с. С. 26).

## География
Находился на реке Буласово у горы Акыстау.

### Географическое положение
Расстояние до :
- районного центра (Раевский): 19 км,
- центра сельсовета (Чуракаево): 5 км,
- ближайшей железнодорожной станции (Шафраново): 9 км.

## История
Как указывает А. З. Асфандияров, выселок Акыстау не был учтен переписями ни в 1920, ни в 1925 гг. (История сел и деревень Башкортостана и сопредельных территорий. Уфа: Китап, 2009. — 744 с. ISBN 978-5-295-04683-4)
Упразднен в 2005 году.
Закон «О внесении изменений в административно-территориальное устройство Республики Башкортостан в связи с образованием, объединением, упразднением и изменением статуса населенных пунктов, переносом административных центров» от 20 июля 2005 года N 211-з постановил:

ст. 4. Упразднить следующие населенные пункты:

1) в Альшеевском районе:

а) поселок Акыстау Чуракаевского сельсовета;

## Население
на 1 января 1969 года проживали 150 человек, преобладающая национальность — башкиры.
Население на 1 января 2002 года составляло 0 человек.